# Grève des studios Disney
La grève des studios Disney est un événement marquant de l'histoire des studios Disney qui a débuté le 29 mai 1941 et duré 5 semaines. Elle provoqua un changement de mentalité parmi les équipes de Disney mais n'eut que peu d'effet sur la popularité de Walt Disney.

## Le contexte
Les années 1930 virent la naissance de nombreux syndicats dans l'industrie du cinéma et les autres industries. La Screen Actors Guild fut formée en 1933 et la première grève du secteur toucha en 1937 le studio new yorkais de Max Fleischer. La Screen Cartoonists' Guild fut formée dès l'année suivante en 1938. Les syndicats réussirent, à la suite d'une forte pression, à signer des contrats avec les studios de Walter Lantz, Screen Gems, George Pal et MGM.
En 1940, les studios d'animation de la MGM sont contraints de ratifier la création d'un syndicat. 
Leon Schlesinger du studio d'animation des Warner Brothers tente une grève patronale mais est contraint d'accepter les syndicats. Le studio Disney est, malgré son importance, encore intouché par cette vague en raison d'un certain paternalisme exercé par Walt Disney. Mais en 1941 les employés du studio sont plus d'un millier et Walt ne peut tous les connaître.
Alors que le film Blanche-Neige avait généré de gros bénéfices, les films suivants n'arrivaient pas à gagner de l'argent, principalement à cause de la Seconde Guerre mondiale qui faisait rage en Europe et annulait près de 50 % des revenus de la société. Au printemps 1941, Walt réunit ses animateurs et leur signifie que les dépenses doivent être réduites de moitié, principalement la production de Bambi. Ce manque force Disney à envisager de réduire ses effectifs mais aussi à revoir à la baisse les augmentations de salaire et les primes, brisant l'impression de sécurité d'embauche.
Les chefs dessinateurs de Disney étaient parmi les mieux payés (de 200 à 300 dollars la semaine) et travaillaient dans de bonnes conditions, mais le sentiment de mécontentement augmentait car l'inégalité de salaire avec les autres animateurs (simples dessinateurs, intervallistes ou coloristes gagnant en moyenne 12 dollars la semaine) était importante. Richard Schickel écrit dans son livre The Disney Version : « De nombreux employés avaient donné une grande part de leur temps libre à Disney afin de finir le film Blanche-Neige en 1937 » et bien que ce dernier eût été un énorme succès, à la place de recevoir les bonus qu'ont leur avait vaguement promis, ils durent faire face à une liste de licenciements... La gestion des salaires était encore plus folle et la seule augmentation de salaire offerte par Disney durant ces années était la prime d'heures supplémentaires : Walt poussa le travail de certains employés tellement loin des 40 heures hebdomadaire que d'après le Wagner Labor Relations Act ils n'auraient plus été dénommés travailleur à salaire majoré de 50 % mais majoré à plein temps.
Tandis que des animateurs importants tel que Bill Tytla et Art Babbitt étaient payés rapidement, tous les employés étaient au courant que les faibles salaires des assistants et des gens de la production n'étaient pas versés en temps et en heure. Babbit s'était ainsi donné pour tâche de payer son assistant de sa propre poche mais il fut licencié en 1941 pour ses activités syndicales, le studio n'ayant alors aucun syndicat.
D'après Schickel, Walt Disney aurait « répondu durement à la pression de sa situation économique difficile et grandissante ». Les séances de travail sur les scénarios devinrent brutales. « Un animateur travaillant sur Fantasia prenait des leçons de piano à ses frais » pour accroître sa compréhension de la musique et quand Walt apprit la chose, il aurait lancé « Qu'êtes vous, des espèces de tapettes ». Cette citation doit être prise comme douteuse car selon d'autres sources plus amicales vis-à-vis de Schickel, Disney aurait apprécié l'intérêt de l'artiste pour les autres formes d'art que l'animation. Ce qui correspond plus à l'attitude de Walt et la genèse du film Fantasia. Dans la biographie de Walt Disney écrite par Bob Thomas, Disney aurait dit à un autre moment à propos de CalArts (20 ans plus tard) : « Ce que les jeunes artistes ont besoin, c'est une école où ils peuvent apprendre une variété de compétences, un lieu où existe une émulation ».
Ce changement de situation fit que le studio devint une cible de la Screen Cartoonist's Guild (en) qui voulut faire reconnaître une section locale face au syndicat patronal mis en place par Walt Disney. Le syndicat aurait été informé que la vague de licenciements toucherait exclusivement les employés syndiqués.

## La grève

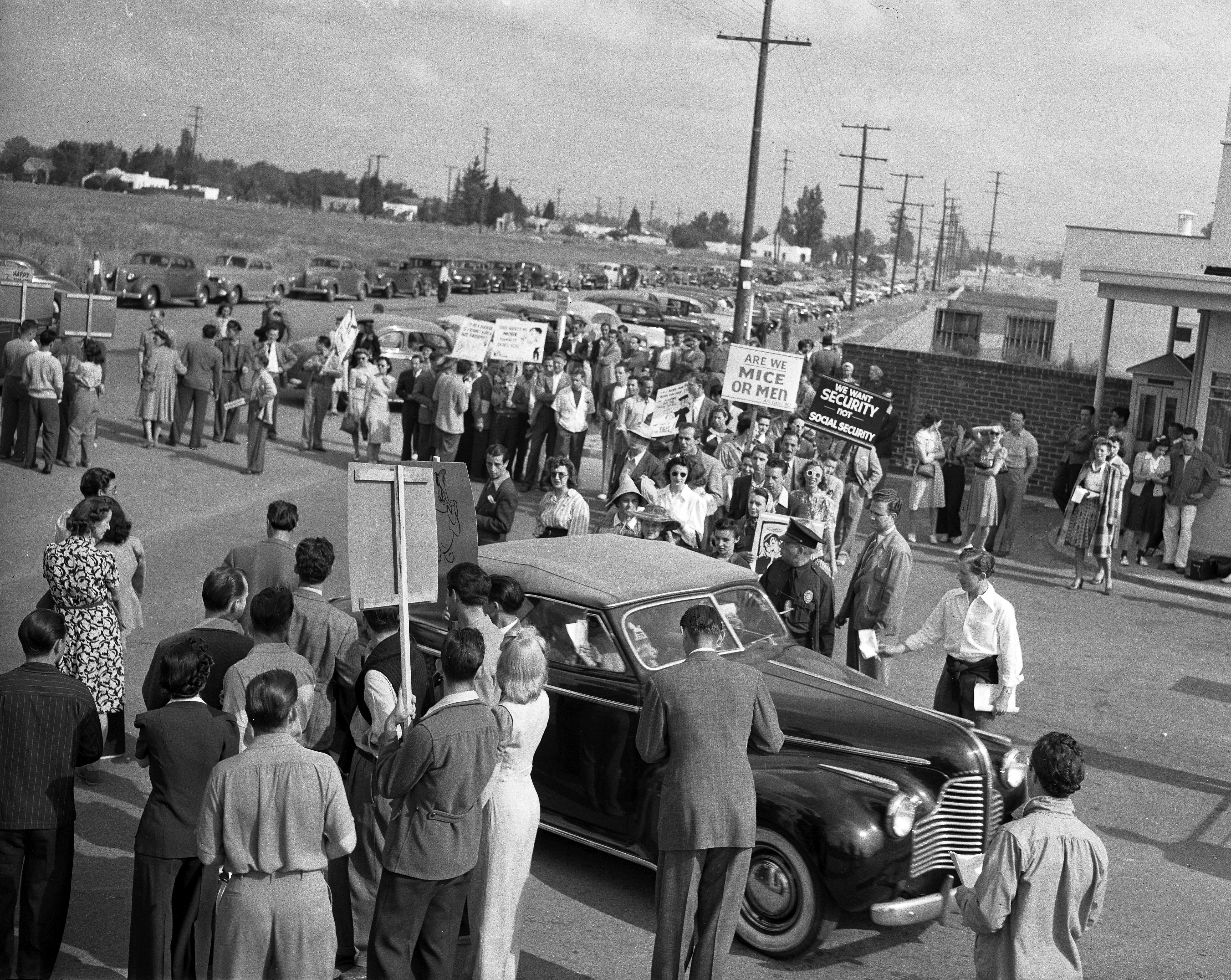
Grévistes le 29 mai 1941 à l'entrée des studios d'Hyperion Avenue.

En février 1941, l'avocat George Bodle de la Screen Cartoonists Guild (syndicat américain des animateurs) dépose une plainte contre le studio pour pratiques salariales injustes. Mais l'appel à la grève n'intervient que plusieurs mois de climat tendu plus tard, le 29 mai : sur les 1200 employés, 450 entrèrent en grève dont un tiers des 600 animateurs mettant en place des piquets de grève qui barraient l'entrée des studios. La grève eut lieu dans les studios d'Hypérion Avenue alors que le déménagement pour ceux de Burbank était en cours. Un mois avant son déclenchement, le film Le Dragon récalcitrant présentait un studio « où il fait bon travailler », au sein des décors du studio de Burbank. La production du studio était concentrée sur la sortie de son prochain film Dumbo. Les studios d'Hypérion Avenue fermèrent eux quelques mois plus tard, juste avant la fin de l'année 1941.
La rumeur enfla lorsque Disney licencia l'animateur Art Babbitt le 26 mai 1941 pour la raison de « perturbateur » ; ce dernier possédait de forts engagements syndicaux et politiques. Peu de jours après le licenciement de Babitt (3 jours d'après Eddie Bowers), soit le 29 mai, 300 employés des studios Disney firent grève devant le studio d'Hyperion. Elle était menée par Herb Sorrell décrit comme sympathisant de l'extrême-gauche, voire comme un espion russe par l'écrivain conservateur Peter Schweizer.
Walt, accaparé par ses problèmes d'argent, doit faire de plus en plus de coupes dans son budget, et s'occupe peu des grévistes. Le 27 juin 1941, Walt Disney suspend la production des longs métrages en production Cendrillon, Peter Pan et Alice aux pays des merveilles. La grève empire et la production s'arrête totalement mi-août 1941, les studios ferment alors tandis que Walt s'envole pour l'Amérique du Sud pour une mission au caractère en partie diplomatique. Le studio rouvre le 12 septembre 1941, avec un syndicat, mais sur le millier d'employés, deux tiers des grévistes sont réembauchés et environ cent non-grévistes sont licenciés.
En novembre 1941, le studio réduit encore le nombre de ses employés à 530, licenciant près de 200 employés, atteignant moins de la moitié des employés présents début mai 1941.
Ce fut la première grève du studio avec pour principale revendication l'autorisation de représentation par des syndicats. Walt Disney, opposé à la syndicalisation sous toutes ses formes car il jugeait leurs activités subversives, soupçonna le parti communiste de fomenter ces grèves et se montra dès lors inflexible. À sa surprise, Tytla rejoignit les grévistes, l'expliquant ainsi : « J'étais pour les syndicats d'entreprise et j'étais en grève car mes amis l'étaient aussi. J'étais un sympathisant de leurs idéaux mais je n'ai jamais voulu faire quoi que ce soit contre Walt. » La grève dura plus de deux mois et produisit une si grande fracture qu'elle modifia en profondeur l'histoire de l'animation aux États-Unis. Certains animateurs ont préféré rester chez eux afin de ne pas être obligés de choisir un camp, comme Walt Kelly prétextant une maladie familiale, il est malgré tout souvent mentionné par erreur comme participant au piquet de grève.
Bob Thomas évoque que Walt Disney aurait demandé un vote parmi les employés pour valider la grève mais Sorrel ayant eu peur de perdre le vote décida de mener la grève sans vote. Sorrel aurait aussi mis à contributions des personnes extérieures à l'entreprise, des « bagarreurs », afin de grossir le piquet de grève.
La grève dura 5 semaines et prit fin le 29 juillet. Walt Disney avait auparavant accepté une proposition de Nelson Rockefeller, alors à la tête du bureau des affaires sud américaines du département d'État des États-Unis. Cette proposition consistait en une tournée de l'Amérique latine et pour Walt à être transformé en porte-parole.
Ce retrait de la scène permit la retombée des passions et durant son absence, la grève fut stoppée avec l'aide d'un médiateur fédéral qui trouva des solutions pour chaque revendication du syndicat.
Au moment où la grève prit fin, les États-Unis entrèrent dans la Seconde Guerre mondiale et cela marqua la fin de l'âge d'or de l'animation à Hollywood.

## Les conséquences
La grève eu pour principale conséquence des changements dans la mentalité des employés de Disney et dans le regard des personnalités de gauche vis-à-vis de la société. Les intellectuels qui vantaient[citation nécessaire] les « dessins animés et le jazz » comme les deux formes d'art que les États-Unis avaient offertes au monde changèrent d'avis à propos de Walt qu'ils virent comme un membre supplémentaire du patronat. 

Walt perdit le visage paternaliste qu'on lui donnait et le surnom de la société fut transformé de Mouse House (la maison de la souris) en Mouse Factory (l'usine de la souris) afin de rendre compte du sentiment interne d'industrialisation.
Alors qu'il vivait dans la fausse conscience de son paternalisme originel, Walt Disney perd ses illusions. Il part opportunément pour une longue tournée commerciale en Amérique latine et laisse son frère Roy, le gestionnaire du groupe, signer un accord qui, pour l'essentiel, donne satisfaction aux grévistes (meilleurs salaires, autorisation de la présence des syndicats avec un  bureau qui leur est alloué).
Parmi les grévistes Jimmy Johnson mentionne Steve Bosutow qui fondera quelques années plus tard le studio d'animation United Productions of America (ou UPA).
Le film Dumbo conserve une trace de cette grève avec la scène des clowns, des caricatures de certains animateurs en grève, voulant « frapper le patron pour une augmentation ».
Ironiquement, une affaire prud'homale « déloyale » fut initiée par Art Babbitt et se poursuivit dans les tribunaux alors qu'il était réquisitionné par l'armée. La procédure décida que Disney devait réembaucher Babbitt à son retour après la guerre.